# Grand Théâtre de Québec
Il Grand Théâtre de Québec è un complesso di arti dello spettacolo a Quebec City, Quebec, Canada. È stato concepito per commemorare il Centenario canadese del 1967 e la Conferenza del Quebec del 1864, uno degli incontri chiave che hanno portato alla Confederazione canadese del 1867.

## Storia
Progettata dall'architetto polacco-canadese Victor Prus, la costruzione iniziò nel 1966 sotto il premier Jean Lesage ma fu interrotta dal governo dell'Union Nationale di Daniel Johnson. La costruzione riprese alla fine del 1967 ma il teatro fu ufficialmente aperto solo il 16 gennaio 1971.

## 1965 – Alla ricerca di un nome
Il Monument commémoratif du centenaire de la Confédération, ça vous dit quelque chose? (Monumento commemorativo del centenario della Confederazione, ti ricorda qualcosa?). Con questo nome è nato nel 1963 il progetto Grand Théâtre de Québec. Durante la sua genesi sono stati presi in considerazione diversi nomi:
- Edificio commemorativo del Centenario
- Il Centro Culturale del Quebec
- Il Conservatorio del Quebec
- Il teatro della collina
- Piazza della città
- Il Théâtre de Québec (le cui due sale sarebbero state chiamate Petit Théâtre e Grand Théâtre)

## Le sale
Il teatro ha due sedi:
- La Salle Louis Fréchette, con 1 885 posti a sedere,[2] prende il nome dallo scrittore franco-canadese del XIX secolo Louis-Honoré Fréchette.
- La Salle Octave Crémazie, con 510 posti a sedere,[2] prende il nome dal poeta canadese del XIX secolo, Octave Crémazie, conosciuto come "il padre della poesia franco-canadese".

Dall'ottobre 1972 il Conservatoire de musique du Québec à Québec ha sede nel complesso del Grand Théâtre. Nel 1991 il complesso teatrale ospitava 49 aule, 70 studi di insegnamento e pratica e un centro multimediale con studio di registrazione e laboratorio di elettroacustica. Il complesso ospita anche una biblioteca che nel 1991 comprendeva oltre 60.000 documenti di libri, spartiti, monografie, periodici e registrazioni in vari formati multimediali.

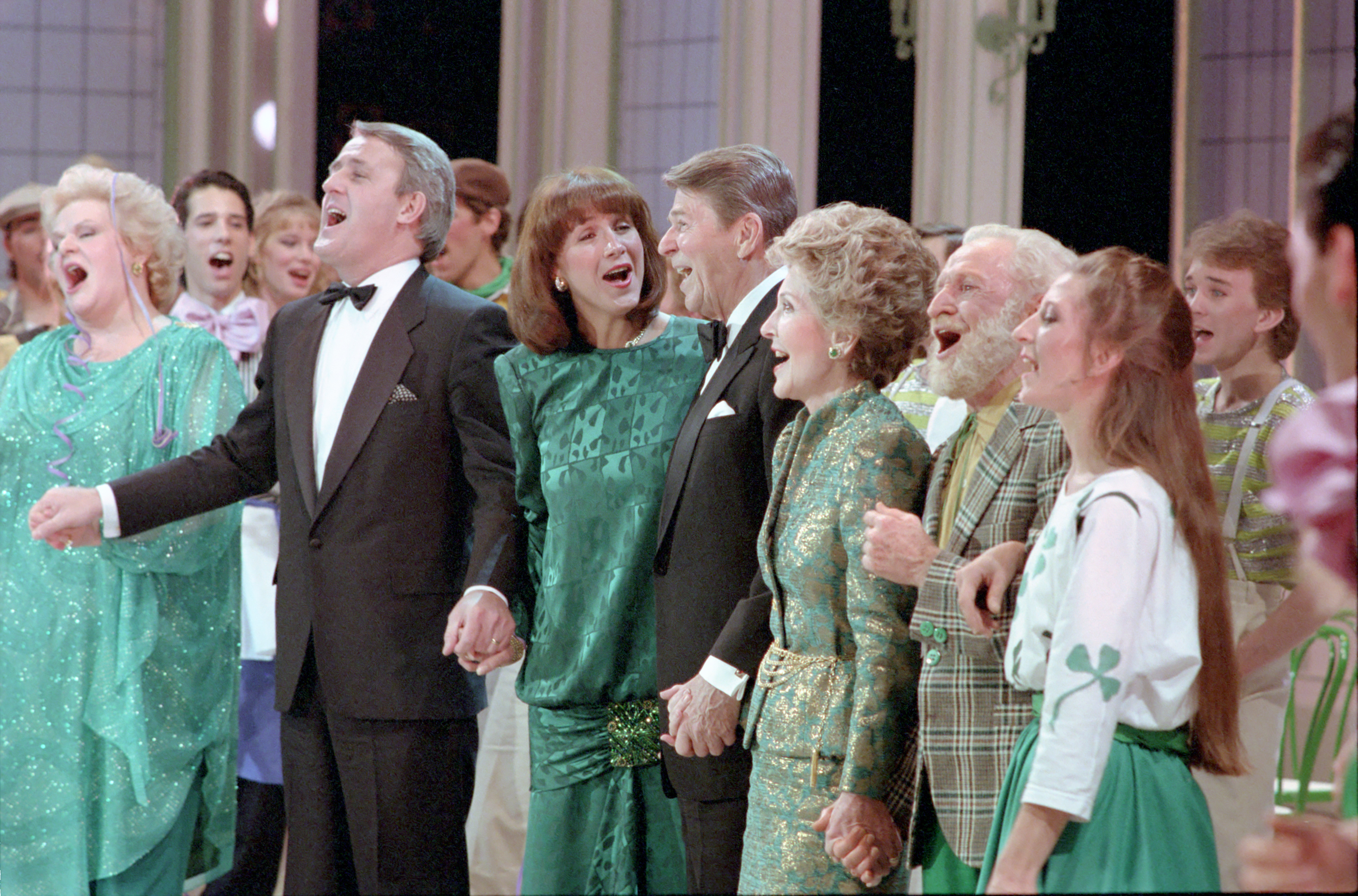
La coppia Mulroney e la coppia Reagan cantano "When Irish Eyes Are Smiling" al Grand Théâtre de Québec l'ultimo giorno dello Shamrock Summit, il 18 marzo 1985.

Il teatro è stato utilizzato per lo Shamrock Summit del 1985, quando il primo ministro Brian Mulroney ospitò il presidente degli Stati Uniti Ronald Reagan.

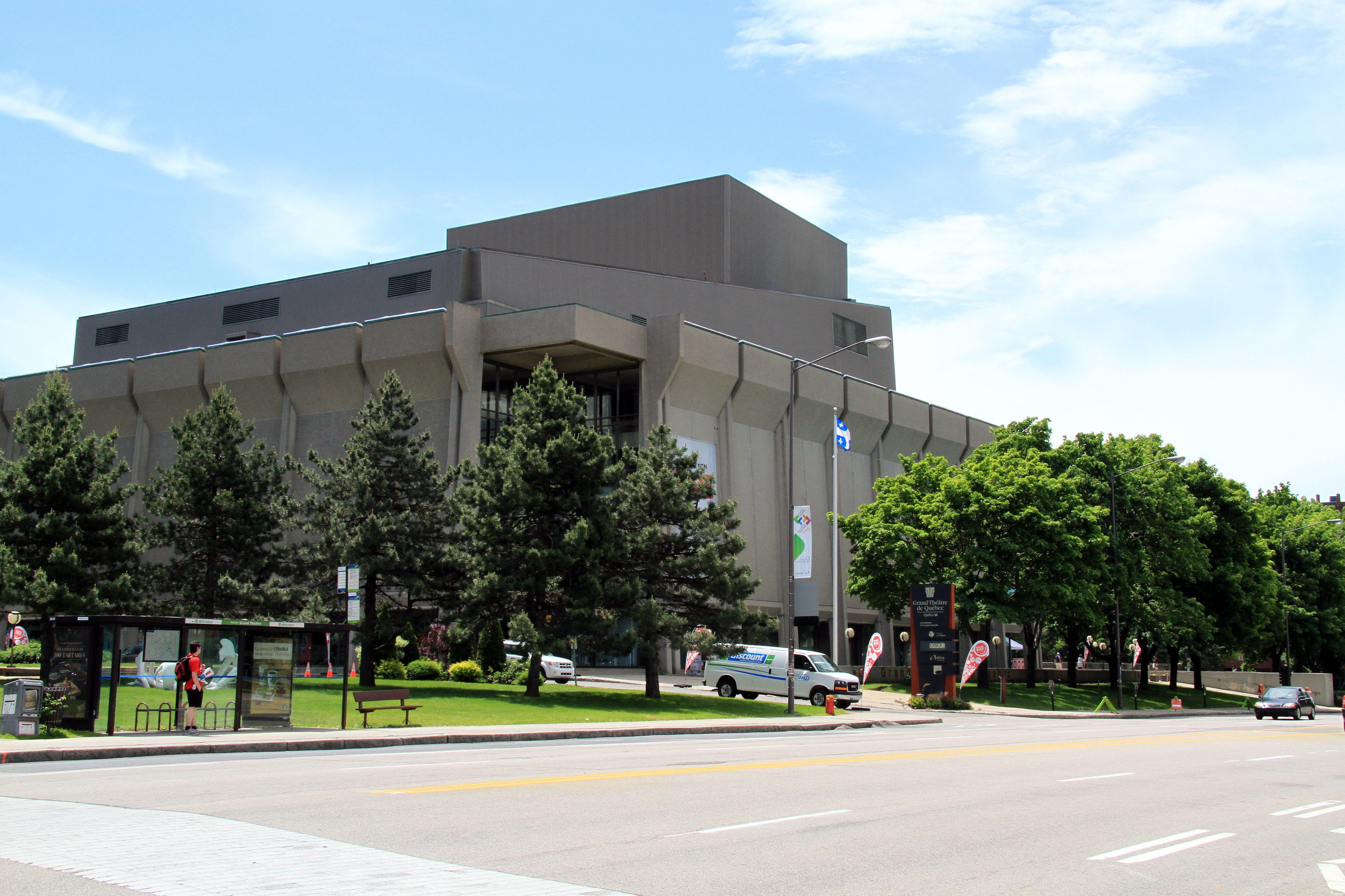
Il Grand Théâtre de Québec nel 2012, prima che fosse coperto da una vetrata nel 2020.

Nel 2020 il Grand Théâtre de Québec è stato restaurato e coperto con un involucro di vetro sostenuto da un telaio in acciaio, progettato da Lemay e Atelier 21, per preservare l'architettura della struttura e un murale scultoreo dell'artista Jordi Bonet incastonato nella facciata. Protetto dalle fluttuazioni di temperatura e umidità, questo metodo è stato considerato il primo in Nord America al momento della sua attuazione.
Le organizzazioni che utilizzano il teatro includono l'Orchestre Symphonique de Québec, il Théâtre du Trident e l'Opéra de Québec. Il Quebec City Summer Festival ospita spesso eventi nel teatro.